# Gruta dos Buracos
A Gruta dos Buracos é uma gruta portuguesa localizada na freguesia dos Biscoitos, concelho da Praia da Vitória, ilha Terceira, arquipélago dos Açores.
Esta cavidade apresenta uma geomorfologia de origem vulcânica em forma de tubo de lava localizado em planalto. Devido às suas características geomorfológicas encontra-se classificado como fazendo parte da Rede Natura 2000.